# Hexenschlaf

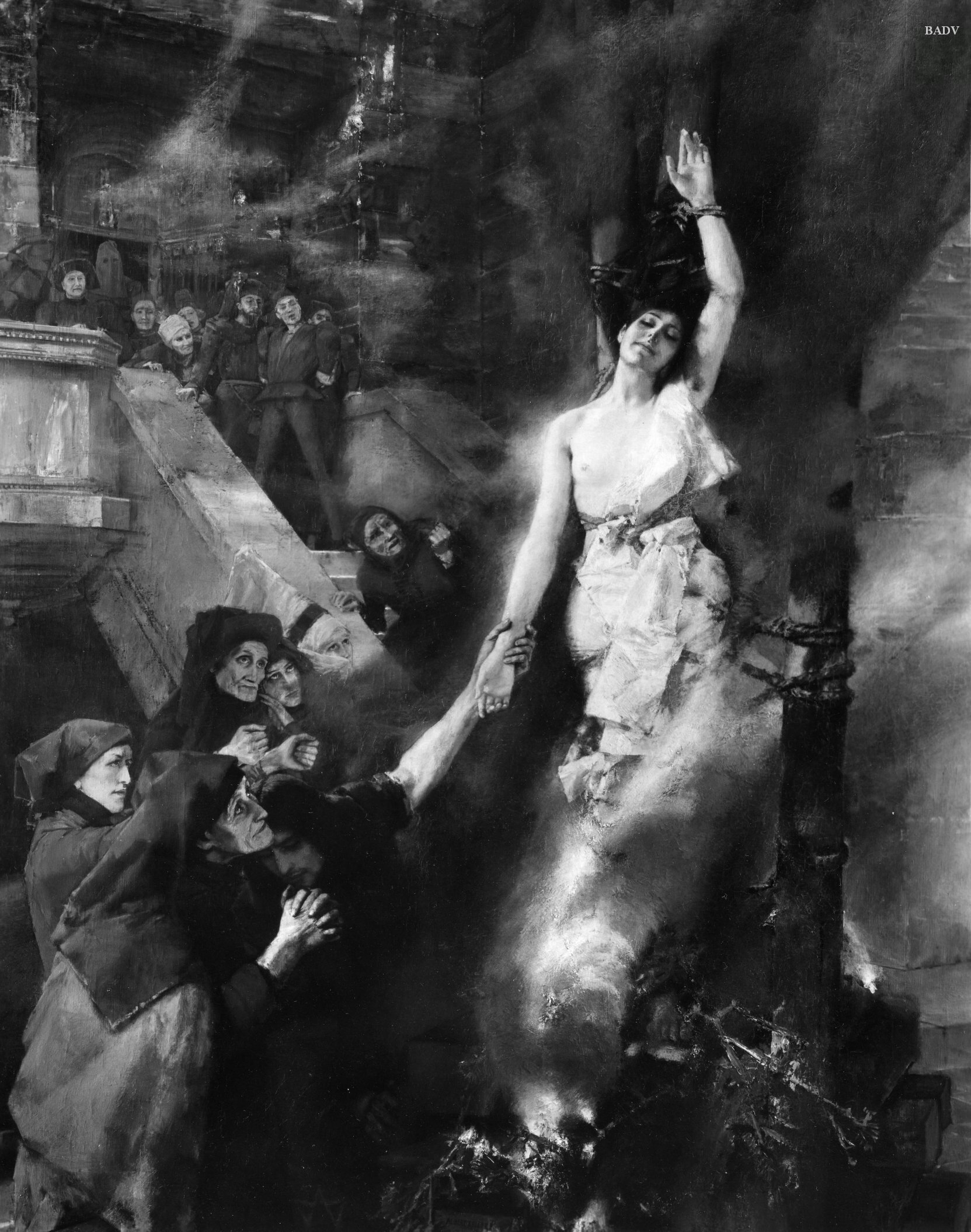
Hexenschlaf (Gemälde von Albert von Keller, 1888)

Als Hexenschlaf wurde zu Zeiten der Hexenverfolgungen ein lethargischer Zustand bezeichnet, in den eine als Hexe Angeklagte während der Folterung verfiel und in dem sie zu schlafen und für Schmerzen unempfindlich zu sein schien. Der Begriff erscheint in den Protokollen der Hexenverhöre relativ selten. Bekannt ist er vor allem als Titel eines Gemäldes von Albert von Keller von 1888.

## Hexenschlaf im Kontext von Hexenverfolgung und Hexenwesen
Man schrieb diesen Zustand der Wirkung des Teufels zu. Der Begriff erscheint in mehreren Protokollen von Hexenverhören, zum Beispiel:

„Uffgezogen, geschraubt, hat angefangen zu schlafen in der Elevation. Jst uff den Stuhl gesetzt, hat fortgeschlafen ihren Hexenschlaf.“

Auch in den Verhörprotokollen der Bader-Ann ist vom Hexenschlaf die Rede. Im Protokoll des 8. Verhörs heißt es, dass sie nach der Folterung durch Aufziehen nach einer Weile ruhig geworden sei, die Augen geschlossen habe und eingeschlafen sei, wobei sie schnarchte. Weil das der durch den höllischen Verführer verhängte Hexenschlaf gewesen sei, hätte man sie dann mittels Beräucherung mit Weihrauch und schwarzem Kümmel, durch angezündeten, unter die Nase gehaltenen Schwefel und starke Erschütterung des Seiles [an dem sie aufgehängt war] wecken müssen.
Eine ganz andere Bedeutung gibt Maximilian Perty 1861 dem Wort „Hexenschlaf“, nämlich in Zusammenhang mit den Hexen nachgesagten Praktiken, insbesondere dem Gebrauch der sogenannten Hexensalbe. Demnach ist der Hexenschlaf ein ekstatischer Zustand, in den sich die Hexen versetzten

„[…] und sich im Geiste mit anderen in gleichem Zustande befindlichen begegneten. Sehr geübte konnten sich durch den bloßen Willen in den Hexenschlaf versenken, die allermeisten mußten hierfür eine narkotische Salbe unter den Armen und an den Geschlechtsteilen möglichst tief einreiben.“

## Gemälde von Albert von Keller

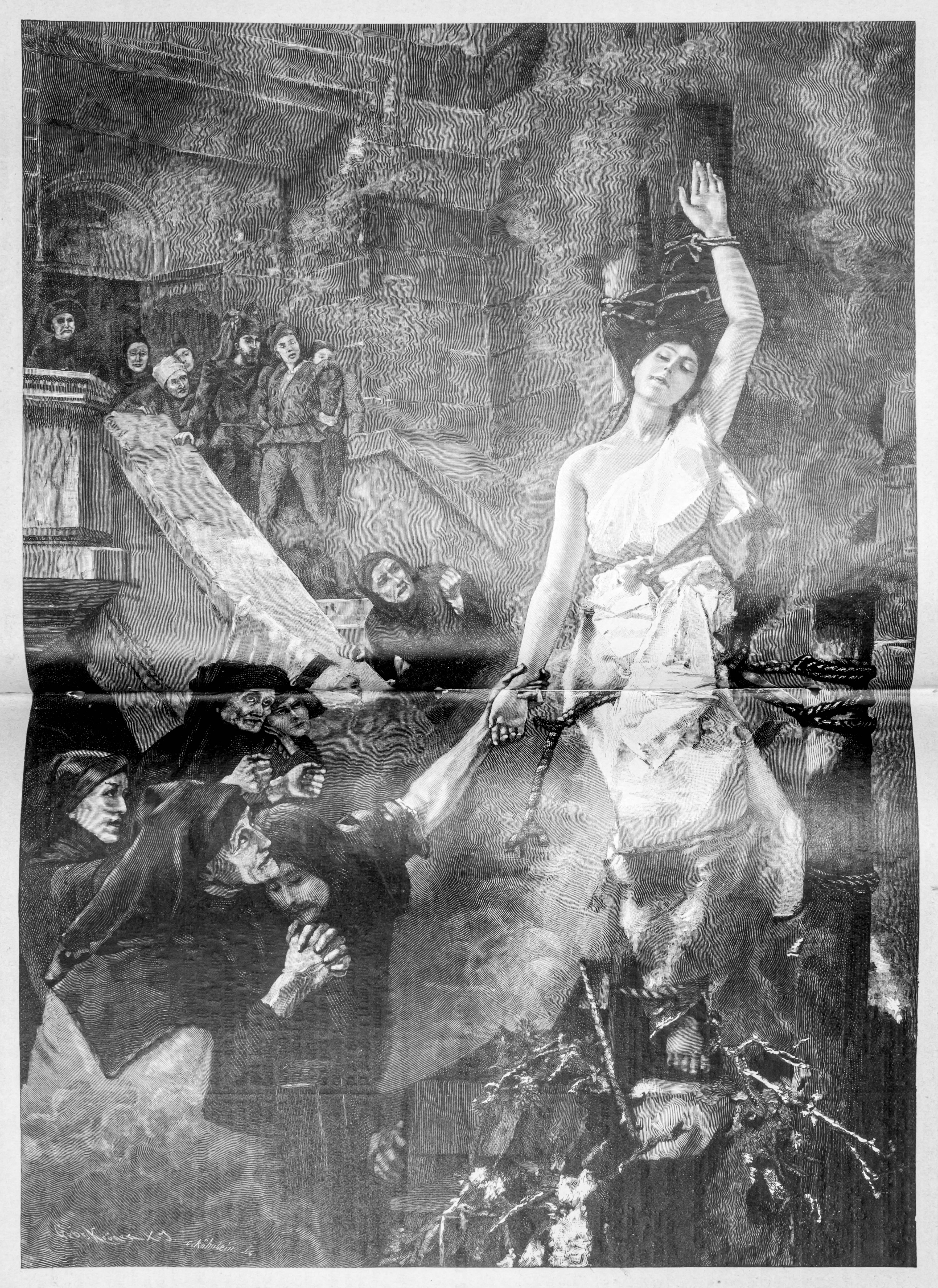
Abbildung des Keller-Gemäldes in Die Gartenlaube mit Retusche

Hexenschlaf ist der Titel und das Sujet eines Gemäldes von Albert von Keller von 1888. Es zeigt eine jugendliche Hexe an einen Pfahl auf dem Scheiterhaufen gefesselt mit geschlossenen Augen und beseligtem Lächeln. Das Werk wurde von Zeitgenossen allerdings wegen der mangelnden historischen Treue kritisiert. Es wurde darauf hingewiesen, dass jugendliche Hexen eine sehr seltene Ausnahme waren und auch nicht mit entblößtem Busen verbrannt worden seien, sondern zum Beispiel im 15. Jahrhundert graue Kleidung mit gelben Kreuzen getragen hätten.
Diese Kritik ging möglicherweise an der Absicht des Künstlers vorbei, insofern es Keller nicht in erster Linie um historische Genauigkeit, sondern um die Darstellung eines spezifischen Trancezustandes ging. Nach Aussage von Albert von Schrenck-Notzing, der sich wie Keller sehr für Okkultismus, Parapsychologie und Hypnose interessierte, wurde als Vorlage für dieses wie auch einige andere Bilder Kellers ein Modell namens Lina Matzinger im Münchner Atelier Kellers hypnotisiert und von der Hypnotisierten wurden lang belichtete fotografische Ausdrucksstudien erstellt. Schrenck-Notzing schreibt:

„Es gelang mir, in demselben [Versuchsobjekt] (vielleicht auch infolge der bestehenden hysterischen Dissoziation) die gewünschten Affekte suggestiv zu produzieren, die Hypnotisierte im Höhepunkt des Affekts kataleptisch zu machen und einer längeren Exposition der photographischen Platte auszusetzen (bis zu 15 Sekunden). Wir gewannen damals eine große Serie höchst interessanter Affektbilder die von mir bei dem ersten internationalen Psychologenkongresse (1889 in Paris) vorgelegt wurden. Prof. v. Keller benutzte einen Teil der Studien für einige seiner Werke, namentlich das bekannte Gemälde ‚Hexenverbrennung‘.“

Das eben fertiggestellte Gemälde wurde auf der III. Internationalen Kunstausstellung im Münchener Glaspalast gezeigt. Im Ausstellungskatalog war zu lesen:

„Wie die alten Protokolle erzählen, verfielen die Hexen während der Torturen und der Hinrichtung häufig in einen schlafähnlichen Zustand der Empfindungslosigkeit. Man nahm an, der Teufel schicke diesen Schlaf, weil er denen, die es mit ihm hielten, Schutz gegen irdische Gerechtigkeit zugesichert habe. Heutzutage wissen wir, dass dieser ‚Hexenschlaf‘ nichts anderes als Hypnose oder Somnambulismus
war.“

Im folgenden Jahr 1889 erschien in der Zeitschrift Die Gartenlaube ein Artikel zum Thema ‚Hexenschlaf‘ mit einer Abbildung des Kellerschen Gemäldes. Mit Rücksicht auf das Publikum der Zeitschrift wurde allerdings der auf dem Gemälde entblößte Busen durch eine Retusche züchtig bedeckt.
Die von der Münchener Psychologischen Gesellschaft herausgegebene Zeitschrift Sphinx, die sich der Erforschung okkulter und parapsychologischer Phänomene widmete, veröffentlichte im gleichen Jahr unter Bezugnahme auf den Gartenlaube-Artikel einen Beitrag von Carl Kiesewetter, in dem dieser den Hexenschlaf als eine mit Unempfindlichkeit gepaarte Ekstase deutete und dies mit historischen Beispielen unterfütterte.
Kellers Gemälde war für das von Adolf Hitler geplante Führermuseum in Linz vorgesehen. Im Mai 1947 wurde das Gemälde aus dem Zwischendepot Schloss Thürnthal von der Roten Armee abtransportiert und gilt als verloren. Einige kleinere Fassungen und Studien sind jedoch erhalten.